# Paroy-en-Othe
Paroy-en-Othe é uma comuna francesa na região administrativa de Borgonha-Franco-Condado, no departamento de Yonne. Estende-se por uma área de 5,40 km². Em 2010 a comuna tinha 185 habitantes (densidade: 34,3 hab./km²).